# داني أوسبورن
داني أوسبورن (بالإنجليزية: Danny Osborne)‏ هو رسام أيرلندي، ولد في 1949 في دورست في المملكة المتحدة.

## وصلات خارجية
- الموقع الرسمي